# Дзітлайн-Лі 9
Дзітлайн-Лі 9 (англ. Dzitline Lee 9) — індіанська резервація в Канаді, у провінції Британська Колумбія, у межах регіонального округу Балклі-Нечако.

## Населення
За даними перепису 2016 року, індіанська резервація нараховувала 10 осіб, показавши скорочення на 33,3%, порівняно з 2011-м роком. Середня густина населення становила 1,8 осіб/км².

## Клімат
Середня річна температура становить 2,9°C, середня максимальна – 18,3°C, а середня мінімальна – -16,9°C. Середня річна кількість опадів – 507 мм.
| Клімат поселення                              | Клімат поселення | Клімат поселення | Клімат поселення | Клімат поселення | Клімат поселення | Клімат поселення | Клімат поселення | Клімат поселення | Клімат поселення | Клімат поселення | Клімат поселення | Клімат поселення | Клімат поселення |
| Показник                                      | Січ.             | Лют.             | Бер.             | Квіт.            | Трав.            | Черв.            | Лип.             | Серп.            | Вер.             | Жовт.            | Лист.            | Груд.            |                  |
| Середній максимум, °C                         | −4,54            | −1,19            | 3,72             | 9,29             | 14,34            | 18,32            | 17,48            | 17,24            | 12,75            | 7,30             | 0,08             | −4,92            |                  |
| Середня температура, °C                       | −10,7            | −7,34            | −2,45            | 3,14             | 8,18             | 12,15            | 14,49            | 14,24            | 9,78             | 4,32             | −2,91            | −7,9             |                  |
| Середній мінімум, °C                          | −16,85           | −13,5            | −8,61            | −3,02            | 2,02             | 5,99             | 11,50            | 11,28            | 6,79             | 1,33             | −5,88            | −10,88           |                  |
| Норма опадів, мм                              | 49               | 32               | 29               | 23               | 38               | 53               | 49               | 46               | 46               | 47               | 46               | 49               |                  |
| Середньомісячна швидкість вітру, м/с          | 1.50             | 1.60             | 1.80             | 2.00             | 2.01             | 2.00             | 1.90             | 1.70             | 1.66             | 1.80             | 1.72             | 1.52             |                  |
| Середньомісячна сонячна радіація, кДж/м²·день | 2182             | 4762             | 9632             | 14753            | 18689            | 20120            | 19662            | 16363            | 10863            | 5597             | 2544             | 1511             |                  |
| --------------------------------------------- | ---------------- | ---------------- | ---------------- | ---------------- | ---------------- | ---------------- | ---------------- | ---------------- | ---------------- | ---------------- | ---------------- | ---------------- | ---------------- |
| Джерело:                                      |                  |                  |                  |                  |                  |                  |                  |                  |                  |                  |                  |                  |                  |